# Троицкая территориальная администрация
Троицкая территориальная администрация — сельское территориальное образование в Губкинском городском округе Белгородской области, включающее в себя 2 населённых пункта. Глава администрации — Оксана Валерьевна Меркулова.
Место расположения администрации — посёлок Троицкий.

## Состав
| Вид населённого пункта | Наименование   | Население |
| ---------------------- | -------------- | --------- |
| посёлок                | Казацкая Степь | 495       |
| посёлок                | Троицкий       | 6192      |